# Baie de la Grande Gueule
La baie de la Grande Gueule est une baie du nord de l'île Saint-Lanne Gramont dans les îles Kerguelen des Terres australes et antarctiques françaises (TAAF) dans l'océan Indien.

## Géographie

### Caractéristiques
Orientée vers le nord-est, la baie de la Grande Gueule est située au nord de l'île Saint-Lanne Gramont et ouvre directement sur le golfe Choiseul et l'océan Indien. Elle est délimitée au nord par la pointe Cox (et les rochers Cox) et au sud par la pointe Jubié. Large d'environ 4 km, elle pénètre dans l'île sur seulement 2,3 km pour environ 6,7 km2 de superficie totale. Peu profonde, de nombreux hauts-fonds est rochers y sont présents.

### Toponymie
Le nom de la baie est donné en 1966 par le biologiste Jean-Claude Hureau en référence à la présence de l'espèce Chaenichthys rhinoceratus, ou « Grande gueule », un poisson sans hémoglobine endémique des Kerguelen auquel la topographie du site pourrait faire penser ou bien en raison du lieu de pêche des spécimens qui ont été expédiés par Hureau vers la Métropole et acclimatés à l'aquarium du Trocadéro de manière contemporaine à la dénomination.